# 3 (파이어하우스 앨범)
| 평가 점수 | 평가 점수 |
| 출처      | 점수      |
| --------- | --------- |
| 올뮤직    | [ 1 ]     |

3은 미국의 하드 록 밴드 파이어하우스의 세 번째 스튜디오 음반이다. 이 음반은 1995년 에픽 레코드에서 발매되었다. 이 음반은 이전 두 음반보다 부드러운 사운드를 특징으로 했지만, 당시 많은 글램 메탈 밴드와 달리 파이어하우스는 음반 발매 당시 주류 음악 산업에서 그런지 록과 얼터너티브 록이 지배적이었음에도 불구하고 사운드를 바꾸지 않았다.
이 음반은 이전 발매된 음반만큼 잘 팔리지 않았지만, 히트곡이자 상징적인 파워 발라드인 "I Live My Life for You"를 탄생시켰고, 이 곡은 빌보드 톱 100에서 26위를 차지했다. 이 음반은 빌보드 톱 200에서 66위에 올랐고 다른 나라에서는 골드 인증을 받았다.
밴드는 이 음반을 지원하기 위해 아시아, 아르헨티나, 브라질 및 미국 내 소규모 공연장에서 광범위하게 투어했다.

## 트랙 리스팅
모든 곡은 빌 레버티와 C. J. 스네어가 작곡했다.
1. "Love Is a Dangerous Thing" – 4:46
2. "What's Wrong" – 4:32
3. "Somethin' 'Bout Your Body" – 4:43
4. "Trying to Make a Living" – 4:26
5. "Here for You" – 3:54
6. "Get a Life" – 4:21
7. "Two Sides" – 4:25
8. "No One at All" – 3:36
9. "Temptation" – 4:28
10. "I Live My Life for You" – 4:24

## 싱글
- "I Live My Life for You" 미국 26위
- "Here for You" 미국 108위 (Bubbling Under Hot 100)

## 참여 인원
- C. J. 스네어 – 보컬, 키보드, 추가 베이스, 퍼커션
- 빌 레버티 – 기타
- 페리 리처드슨 – 베이스
- 마이클 포스터 – 드럼

### 프로덕션
- 프로듀싱 및 엔지니어링: 론 네비슨
- 어시스턴트 엔지니어: 숀 버먼, 스티브 갤러거 (믹스 어시스턴트 겸임)
- 믹싱: 크리스 로드-앨지
- 마스터링: 더그 색스

## 차트
| 차트 (1995)         | 최고 순위 |
| ------------------- | --------- |
| 일본 음반 (오리콘)  | 22        |
| 미국 《빌보드》 200 | 66        |